# Roger Bernardo III de Castellbó
Roger Bernardo III  (francés Roger Bernard I (III) de Foix-Castellbon , cat. Roger Bernat I (III) de Foix-Castellbò; c. 1310-1350) fue vizconde de Castellbó y señor de Moncada, dominios que recibió de su padre Gastón I de Foix, mientras su hermano mayor Gastón II el Paladino recibía Foix y Bearne con sus dependencias, incluyendo los señoríos de Andorra y Donasà.

## Biografía
Al quedar huérfanos siendo niños, su abuela paterna, Margarita de Moncada, intentó que la nombraran tutora de sus nietos, pero el rey de Francia nombró a su madre, Juana de Artois, para gestionar las posesiones de Gastón y Roger Bernard.
Después de la muerte de Margarita de Moncada en 1319, según su testamento, Roger Bernard recibió sus posesiones catalanas: las baronías de Moncada y Castelvi de Rosanes, y Juana de Artois extendió su poder a estas posesiones.
Comenzó a gobernar de forma independiente alrededor de 1329. Su firma aparece en documentos fechados el 5 de julio de 1329 y el 24 de marzo de 1350.
Junto con su hermano Gastón, participó en el sitio de Algeciras donde falleció Gastón.
En 1347, él, junto con su hermano menor Roberto, obispo de Lourdes, apeló al rey Felipe VI de Francia pidiéndole que liberara a su madre Juana de Artois de su prisión en el castillo de Lourdes.
Falleció en 1350, siendo sucedido por su hijo Roger.

## Matrimonio y descendencia
Casó con la dama castellana Constanza Pérez de Luna, hija de Artal III de Luna y de Constanza Pérez de Aragón y dejó tres hijos:
- Blanca, casada primero entre 1356 o 1359 con Luis Cornel, barón de Alfajarín, aunque su matrimonio sería anulado por el grado de parentesco.[4]Posteriormente se casó con Hugo Roger II, conde de Pallars.
- Roger Bernardo IV, que le sucedió.
- Margarita, casada con Bernardo III vizconde de Cabrera y conde de Osona.